# Edelin (Abt)

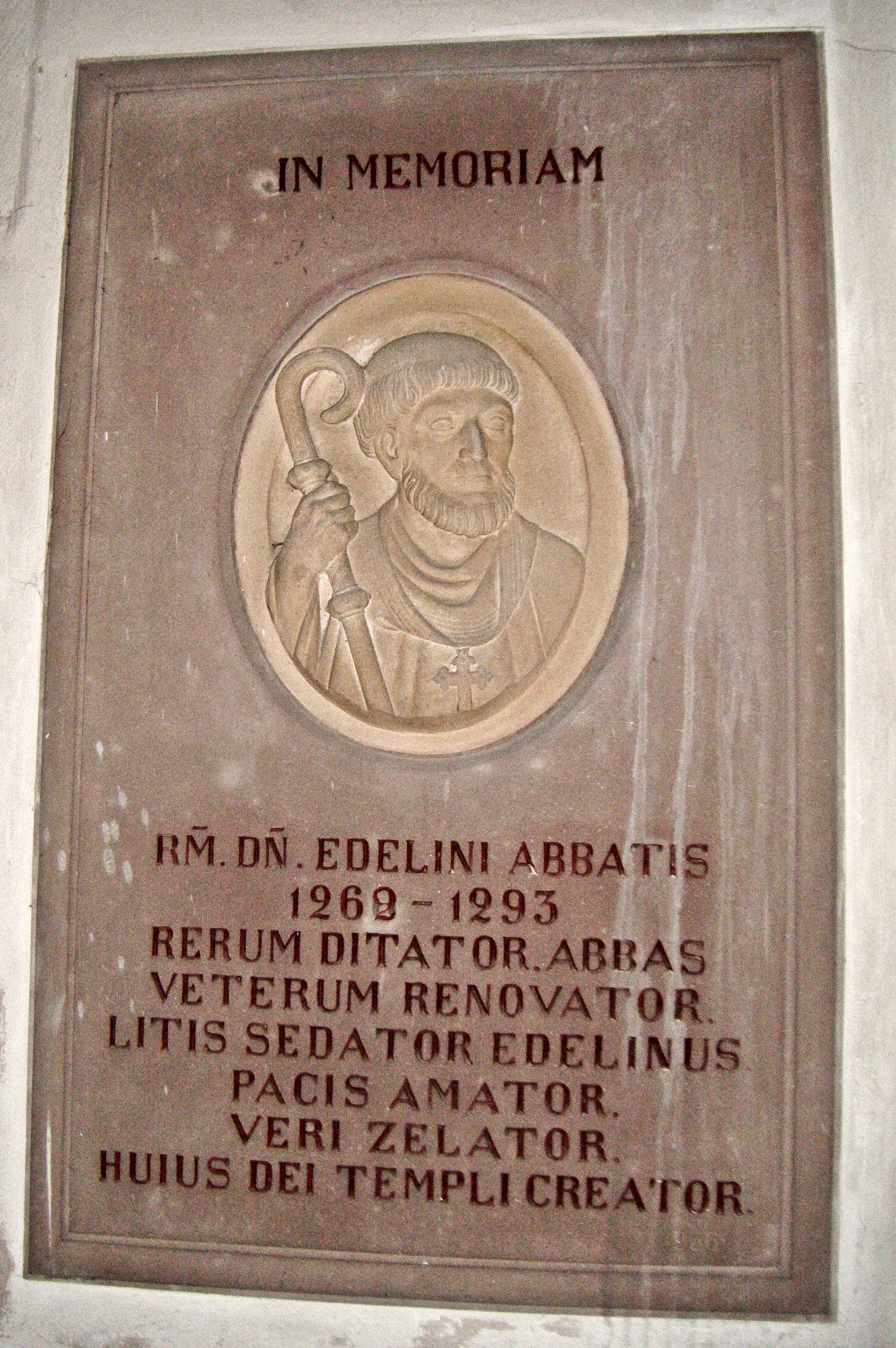
Gedenktafel für Abt Edelin in der Abteikirche Weißenburg, als Gründer des heutigen Gotteshauses

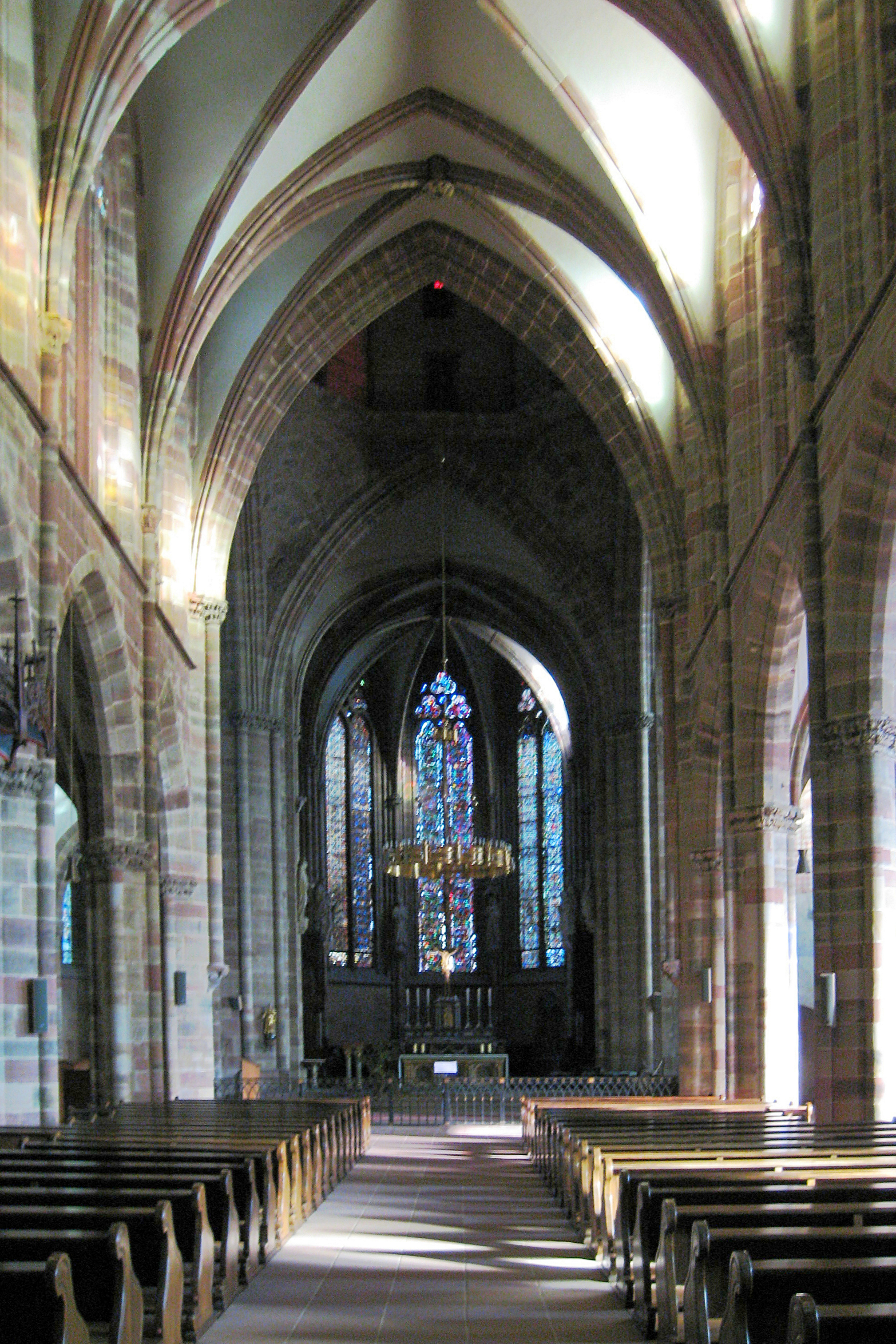
Gotische Kirche von Weißenburg, unter Edelin begonnen

Edelin († 12. Oktober 1293) war Benediktiner und Abt des Klosters Weißenburg (Wissembourg) im Elsass.

## Wirken
1259 ist er als Dekan des Klosters belegt. Der genaue Zeitpunkt seines Amtsantritts als Abt ist nicht bekannt. Sein Vorgänger, Friedrich, starb nach dem 23. November 1262, der Amtsantritt von Edelin muss also danach erfolgt sein. Als Abt stand er vor allem vor dem Problem, dass Besitz des Klosters zunehmend von anderen beansprucht wurde. Um dem entgegenzuwirken und beweiskräftige Besitztitel vorweisen zu können, ließ Edelin die vorhandenen Besitz-Urkunden sichten und daraus ein systematisches Güterverzeichnis anfertigen. Ergebnis war das heute „Codex Edelini“ oder „Liber Possessionum“ genannte Verzeichnis.
Während seiner Amtszeit fanden umfangreich Bauarbeiten am Kloster statt, der Neubau der heute noch bestehenden gotischen Abteikirche St. Peter und Paul begann. Dormitorium, Refektorium und weitere Konventsgebäude ließ Edelin neu mit Heizung errichten.
Eine ganze Reihe von Kontakten zu  Rudolf I. sind belegt, insbesondere wenn der König sich in der Region aufhielt, so 1273 in Speyer, 1275 in Haguenau, 1281 in Worms und 1282 in Oppenheim. Im November 1282 besuchte der König Kloster Weißenburg und ist bei der Übergabe der Weißenburger Lehen an Pfalzgraf Ludwig II. anwesend.

## Weblink
- Archiv für elsässische Kirchengeschichte, Band 12, 1937, S. 77 u. 78, Herder Verlag, Freiburg im Breisgau; (Ausschnittscan)